# I moschettieri dell'aria
I moschettieri dell'aria (Air Cadet) è un film del 1951 diretto da Joseph Pevney.
È un film drammatico di guerra statunitense con Alex Nicol, Stephen McNally e Gail Russell. È incentrato sulle vicende di un gruppo di piloti cadetti dell'Air Force durante la guerra di Corea.

## Produzione
Il film, diretto da Joseph Pevney su una sceneggiatura di Robert L. Richards e Joseph Hoffman con il soggetto dello stesso Richards e di Robert Soderberg, fu prodotto da Aaron Rosenberg per la Universal International Pictures e girato a San Antonio nel Texas (diverse riprese furono effettuate presso la Randolph Air Force Base) e nella Williams Air Force Base di Gilbert, in Arizona.

## Distribuzione
Il film fu distribuito con il titolo Air Cadet negli Stati Uniti dal 14 marzo 1951 (première a San Antonio) al cinema dalla Universal Pictures.
Altre distribuzioni:
- in Belgio il 29 giugno 1951 (Cadets de l'air e Luchtkadetten)
- in Finlandia il 12 ottobre 1951 (Reaktiolentäjät)
- in Danimarca il 5 novembre 1951 (Torden-piloter)
- in Svezia il 26 novembre 1951 (Jaktflygare)
- in Portogallo il 10 settembre 1952 (Titãs do Céu)
- in Messico (Aguiluchos)
- nei Paesi Bassi (Flitsende vleuglels)
- nel Regno Unito (Jet Men of the Air)
- in Venezuela (Los mosqueteros del aire)
- in Italia (I moschettieri dell'aria)

## Promozione
La tagline è: "Are you going to let that boy go up alone?".